# Церковь Святой Екатерины (Олдгейт)
Церковь Святой Екатерины (Сент-Кэтрин Кри; англ. St Katharine Cree) — бывшая англиканская приходская церковь в квартале Олдгейт (Сити) города Лондона (Великобритания); была основана в 1280 году; нынешнее здание было построено в 1628—1630 годах. Не имеет своего прихода; является церковью гильдии.

## История и описание

### XII век
Приход церкви Святой Екатерины в Олдгейте существовал до 1108 года: в тот период прихожане посещали богослужения в августинское монастыре Святой Троицы (Holy Trinity Priory), основанном Матильдой Шотландской и располагавшемся в том же квартале. Прихожане использовали монастырскую церковь, что, по мнению администрации, негативно влияло на деятельность монастыря. Приор монастыря Святой Троицы частично решил проблему в 1280 году: он основал церковь Святой Екатерины как отдельный храм для горожан. Поскольку церковное здание первоначально находилось на территории кладбища монастыря, возможно, что данная церковь использовала элементы кладбищенской часовни.
Храм получил свое название — «Кри» (Cree) — от сокращённого названия монастыря — Crichurch (Christ Church). Первоначально в храме служил каноник, назначенный настоятелем монастыря, но это также не устроило местную администрацию и в 1414 году церковь была окончательно учреждена как отдельная приходская церковь. Башня-колокольня, сохранившаяся и в XXI веке, была пристроена около 1504 года. Описывая здание в конце XVI века, Джон Стоу написал, что «эта церковь кажется очень старой», так как людям приходилось спускаться на семь ступеней, чтобы попасть в храм.

### XVII век
Храм был перестроен в XVII веке: сегодняшнее церковное здание было построено в 1628—1630 годах, сохранив тюдоровскую башню от своей церкви-предшественницы. Новое здание — 31 ярд (28 м) в длину и 17 ярдов (16 м) в ширину — было больше, чем предыдущая церковь, поскольку оно включало участок земли, ранее занимавшийся монастырем. Это единственная якобинская церковь, которая сохранилась в Лондоне: личность архитектора здания, по состоянию на начало XXI века, не была известна. Храм получил высокий неф — высота до потолка нефа составляет 37 футов (11 м) — с коринфскими колоннами.
Перестроенная церковь была освящена епископом Лондона Уильямом Лодом 31 января 1631 года. Его облачение и форма богослужения, которую он использовал для освящения церкви Святой Екатерины, позже были предъявлены ему в суде — он был осужден за ересь, после того как пуритане обвинили его в том, что он проявлял «католические симпатии». Сегодня память о нём увековечена в одной из часовен церкви в Олдгейте.

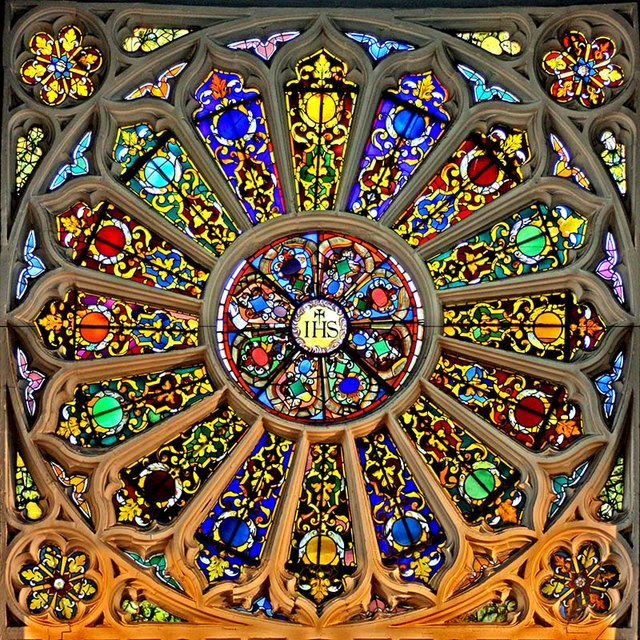
Окно-роза XVII века (2008)

Церковь Святой Екатерины избежала разрушений во время Великого лондонского пожара в 1666 году. В XX веке она понесла лишь незначительные повреждения во время Второй мировой войны, в ходе «Блица». Однако, накопившиеся за века структурные проблемы здания потребовали обширной реставрации, которая была проведена в 1962 году. В XX века храм перестал быть приходским — сейчас это одна из церквей городских гильдий Сити (City’s Guild). В алтаре сохранилось окно-роза, которое, по мнению исследователей, было сделано по образцу гораздо большего окна в старом соборе Святого Павла: соборное окно было разрушено во время Великого пожара. Окна и витражи в Сент-Кэтрин Кри являются оригинальными: они датируются 1630 годом. Крестильная купель датируется примерно 1640 годом. 4 января 1950 года церковное здание было внесена в список памятников архитектуры первой степени (Grade I).
У южной стены церкви Святой Катарины находится памятник лайнеру и военному кораблю «Ланкастрия», потерянному во время Второй мировой войны, в 1940 году. Памятник включает в себя модель корабля и корабельный колокол. На церковной колокольне размещены шесть колоколов. Мастера Лестер и Пак из Литейного завода по производству колоколов в Уайтчепеле (Whitechapel Bell Foundry) отлили пять из них в 1754 году. Ещё один колокол был отлит в 1842 году. Акция по сбору 60 000 фунтов стерлингов на восстановление колоколов до рабочего состояния началась в ноябре 2007 года; проект был завершен в 2009 году.